# Heiderscheid
Heiderscheid (luxemburguès Heischent, alemany Heiderscheid) és una vila de la comuna d'Esch-sur-Sûre i antigua comuna al nord-oest de Luxemburg, en el cantó de Wiltz. Comprèn les viles de Heiderscheid, Dirbach, Eschdorf, Heiderscheidergrund, Merscheid, Ringel i Tadler.

## Població
| Nacionalitat   | Població | %      |
| -------------- | -------- | ------ |
| luxemburguesos | 950      | 82,54% |
| Forasters      | 201      | 17,46% |
| - portuguesos  | 102      | 8,86%  |
| - francesos    | 15       | 1,30%  |
| - italians     | 2        | 0,17%  |
| - belgues      | 29       | 2,52%  |
| - alemanys     | 8        | 0,70%  |
| - iugoslaus    | 8        | 0,70%  |
| - altres       | 8        | 0,70%  |

## Evolució demogràfica
| Any        | Població |
| ---------- | -------- |
| 15/02/2001 | 1.151    |
| 01/01/2002 | 1.175    |
| 01/01/2003 | 1.182    |
| 01/01/2004 | 1.192    |
| 01/01/2005 | 1.238    |